# Zutendaal
Zutendaal (en limburguès Zietendaol) és un municipi belga de la província de Limburg a la regió de Flandes.

## Evolució demogràfica des de 1806
Font:INS